# Anthropologie du corps
L'anthropologie du corps est une branche de l'anthropologie qui étudie en particulier les différentes conceptions et utilisations du corps humain et de ses organes selon les cultures. Elle se distingue de l'anthropologie physique en ce sens qu'elle ne s'intéresse plus à la morphologie et à la physiologie des êtres humains que pour saisir leur dimension sociale. À ce titre, elle constitue un point de contact avec la sociologie du corps, laquelle s'intéresse en particulier aux cultures occidentales contemporaines.